# Бригамия замечательная
Бригамия замечательная, или Бригамия чудесная (лат. Brighamia insignis, гавайские названия — алула (гав. Ālula), олулу (гав. ʻŌlulu), хаха (гав. Hāhā), пу-аупака (гав. Pū aupaka) — вид из рода Бригамия (Brighamia) семейства Колокольчиковые (Campanulaceae). Эндемик Гавайских островов.

## Распространение
Произрастает на скалистых горных выступах с небольшим количеством почвы или на крутых прибрежных скалах на высоте от уровня Мирового океана до 480 м. Вид встречается на засушливых прибрежных лугах или в местностях, покрытых кустарником, в которых ежегодно выпадает менее 170 см осадков.
Brighamia insignis практически не сохранилась в дикой природе. Согласно Красной книге МСОП вид находится в критическом состоянии. Популяция растения изначально была известна по нескольким экземплярам, найденным на горном хребте Хаупу на острове Кауаи, а также на утёсе Каали на острове Ниихау (последний экземпляр был обнаружен в 1947 году). К настоящему времени несколько экземпляров растения в дикой природе сохранилось вдоль побережья Национального парка На-Пали-Коуст (англ. Nā Pali Coast State Park) на острове Кауаи и, возможно, на горном хребте Хаупу. В 2000 году, согласно данным Службы рыбных ресурсов и дикой природы США, на Гавайских островах насчитывалось всего пять популяций этого редкого вида с 45-65 экземплярами. К 2001 году было обнаружено уже всего 20 экземпляров в составе четырёх популяций, а к 2011 — уже менее 10 экземпляров.

## Биологическое описание
Brighamia insignis — многолетнее, но недолговечное растение с суккулентным стеблем, обычно толстым и без ветвей, который, как правило, вырастает до 1-2 м (изредка — до 5 м).
Листья образуют густую розетку в верхней части стебля. Они блестящие, относительно мясистые и варьируют в цвете от ярко до тёмно-зелёного. На верхушке листья более широкие, чем у основания, по форме ложкообразные. Длина — 12-20 см, ширина —6,5-11 см. Края листьев цельные, однако на кончике листа может быть небольшой зубчик.
Цветёт с сентября по октябрь. В каждом соцветии от 3 до 8 душистых, кремовых или жёлтых, воронкообразных цветка. Каждый цветок держится на ножке длиной 1-3 см. Трубочка цветка состоит из пяти лепестков, которые соединены друг с другом вдоль своей длины и образуют постепенно расширяющуюся трубку длиной 7-14 см. Аромат цветков напоминает жимолость.
Плоды растения небольшие, длиной 1,3-1,9 см, шириной 0,9-1,3 см. Спелый плод сухой, содержит два семени. Семена овальные (яйцевидные), длиной 0,8-1,2 мм.

## Использование
Древние гавайцы использовали сырые части растения в медицинских целях. В настоящее время вид выращивается в комнатных условиях в качестве горшочного растения или же используется в ландшафтном озеленении и в садах с декоративными каменными горками.